# ديفيد ويلسون (محام بالقضاء العالي)
ديفيد ويلسون (بالإنجليزية: David Wilson)‏ هو محام بالقضاء العالي أسترالي، ولد في 26 ديسمبر 1879 في سيدني في أستراليا، وتوفي في 1965 في Darlinghurst ‏ في أستراليا.